# 2018
| 2018                                                         |
| ------------------------------------------------------------ |
| Dødsfald - Fødsler                                           |
| • Begivenheder • Film • Litteratur • Musik • Politik • Sport |

| Gregoriansk kalender | 2018 MMXVIII            |
| Ab urbe condita      | 2771                    |
| Armensk kalender     | 1467 ԹՎ ՌՆԿԷ            |
| Kinesiske kalender   | 4714 – 4715 丁酉 – 戊戌 |
| Etiopisk kalender    | 2010 – 2011             |
| Jødisk kalender      | 5778 – 5779             |
| Hindukalendere       |                         |
| - Vikram Samvat      | 2073 – 2074             |
| - Shaka Samvat       | 1940 – 1941             |
| - Kali Yuga          | 5119 – 5120             |
| Iransk kalender      | 1396 – 1397             |
| Islamisk kalender    | 1440 – 1441             |

2018 (MMXVIII) begyndte på en mandag. Påsken falder dette år den 1. april.
Regerende dronning i Danmark: Margrethe 2. 1972-2024
Se også 2018 (tal)

## Begivenheder

### Januar
- 20. januar - Tyrkiets præsident Recep Tayyip Erdoğan sender tropper ind i det nordlige Syrien
- 28. januar - Sauli Niinistö genvælges som Finlands præsident.

### Februar
- 13. februar - Prins Henrik dør i en alder af 83 år.
- 14. februar - Den Sydafrikanske præsident Jacob Zuma træder af efter 9 år ved magten

### April
- 13. april - Danmarks sidste telefonboks tages ned på Lille Torv i Aarhus.[1]
- 25. april - Morderen Peter Madsen idømmes livstid ved Københavns Byret for mordet på Kim Wall

### Maj
- 3. maj - Den baskiske terrorgruppe ETA udsender en pressemeddelelse, hvor de meddeler at de officielt er gået i opløsning.
- Maj 2018 måles som den varmeste og solrigeste Maj måned i Danmark nogensinde.

### Juni
- 12. juni - Nordmakedonien skifter officielt navn fra Makedonien til Nordmakedonien efter en længere navnekonflikt med Grækenland

### Juli
- 9. juli - Eritrea og Etiopien ender deres 20 år lange konflikt
- 10. juli - 12 ungdomsfodboldspillere reddes under Evakueringen af Tham Luang-grotten i Thailand
- 25. juli - For første gang findes der vand på Mars under jordunderfladen

### August
- 20. august - Den svenske klimaaktivist Greta Thunberg begynder at skolestrejke for klimaet

### September
- 2. september - En brand bryder ud på Brasiliens nationalmuseum, hvilket ødelægger 90 % af de udstillede genstande.
- 6. september - Indiens højesteret afkriminaliserer al frivillig sex mellem voksne under private former og gør derved homoseksualitet lovlig i Indien
- 30. september - Den danske sanger Kim Larsen dør.

### October
- 2. oktober - Washington Post journalisten Jamal Khashoggi bliver dræbt på det Saudiske konsulat i Istanbul, Tyrkiet
- 16. oktober - Canada legalisere Cannabis som det andet land i verden

### November
- 28. november - Den kinesiske forsker He Jiankui annoncerer, at han som den første har forsøgt og lykkes med at genmanipulere et menneske.

### December
- 1. december - 8. december - De gule veste protesterer i Frankrig
- ligene af 24-årige danske Louisa Vesterager Jespersen og 28-årige norske Maren Ueland bliver fundet ved deres telt ved bjerget Toubkal

### Udateret
- Ifølge fremtidsforsker Ray Kurzweil vil der inden år 2018 være et medikament, der gør der muligt at spise hvad man vil, uden at tage på i vægt.
- Helium Centennial monument tidskapsel i Amarillo, Texas, USA åbnes 50 år efter det blev forseglet i 1968. Det er den anden tidskapsel fra monumentet der åbnes; den første blev åbnet i 1993. Den næste skal åbnes i 2168 og den sidste i 2968.
- Konstruktionen af Londons Crossrail undergrundslinje er færdig og åbnes for passagerer, efter planen i december. Den vil der få navnet Elizabeth line.[2]
- Udvidelsen af Østjyske Motorvej (E45) fra 4 til 6 spor mellem Skanderborg S og Aarhus S åbner for trafik.
- Holstebromotorvejen primærrute 18 mellem Holstebro N og Sinding åbner for trafik.
- Christianshavn har 400 års jubilæum.

## Nobelprisen
- Medicin: James P. Allison og Tasuku Honjo for deres forskning i at få immunforsvaret til at bekæmpe kræftceller i kroppen.
- Fysik: Arthur Ashkin, Gérard Mourou og Donna Strickland for deres banebrydende arbejde med laserfysik.
- Kemi: Frances H. Arnold samt George P. Smith og Gregory P. Winter for at anvende principper om genetisk forandring og udvælgelse til at udvikle proteiner, der kan løse menneskehedens problemer.
- Fredsprisen:
- Økonomi:
- Litteratur: (ikke uddelt)

## Politik
- 1. januar – Bulgarien efterfølger Estland som formandsland for EU's ministerråd
- 28. januar: Forsvarsforlig for 2018 - 2023 indgås mellem regeringen (Venstre, Liberal Alliance og Det Konservative Folkeparti) og Socialdemokratiet, Dansk Folkeparti og Radikale Venstre.
- 1. juli – Østrig efterfølger Bulgarien som formandsland for EU's ministerråd
- 1. juli – præsidentvalg i Mexico.
- 16. september – valg til den svenske Riksdag.

## Sport
- 12.-28. januar: EM i håndbold for mænd afholdes i Kroatien. Spanien vinder turneringen.
- 15.-28. januar: Australian Open i tennis. Roger Federer vinder i herresingle, mens Caroline Wozniacki i damesingle vinder sin første grand slam.
- 9.-25. februar: Vinter-OL 2018 - De 23. olympiske vinterlege afholdes i Pyeongchang, Sydkorea.
- 4.-15. april: Commonwealth Games – Værtsby: Gold Coast City, Queensland, Australien.
- 14. juni - 15. juli: VM i fodbold. Den 21. udgave af VM i fodbold afholdes i Rusland. Det er første gang Rusland afholder verdensmesterskabet. Frankrig bliver verdensmestre efter finalesejr over Kroatien

## Musik
- 12. maj - Israel vinder årets udgave af Eurovision Song Contest med sangen "Toy" af Netta. Konkurrencen blev dette år afholdt i Lissabon, Portugal.

## Vejr
2018 havde globalt mange vejrrekorder.
I Danmark startede året ved at vinteren holdt fast længe, med sne i påsken i slutningen af marts. Derefter var der rekordtørke fra maj og frem til starten af august, med mange naturbrande. Maj satte en markant varmerekord på 15,0 grader i gennemsnit, hvilket er uhørt højt 1,2 grader over den tidligere rekord. Da "sommeren" formelt set ikke inkluderer maj, så satte "sommeren" ikke rekord i lav nedbør; men perioden maj-juli var alligevel ekstrem.

## Billeder
- Helium Centennial monument
- Crossrail